# Datapoint 2200
A Datapoint 2200 egy sorozatban gyártott programozható számítógép-terminál volt az 1970-es években, tervezői Phil Ray és Gus Roche voltak, a Computer Terminal Corporation (CTC) jelentette be 1970 júniusában, és első példányai 1971-től voltak kaphatóak. A tervezők célja egy sokoldalú, olcsó terminál előállítása volt, amely nagyszámítógépek széles köréhez képes csatlakozni különféle terminál-emulációk szalagról való betöltésével, ahelyett, hogy ezek az emulátorok huzalozott módon rögzítve lennének a gépben. Az üzleti szektor vállalkozó kedvű felhasználói (például a Pillsbury Foods) azonban hamar rájöttek, hogy az úgynevezett „programozható terminál” minden szükséges dologgal fel van szerelve, ami egy egyszerű számítógép feladataihoz kell, és ezt a tényt kihasználva a 2200-asaikat önálló számítógéprendszerekként üzemeltették. Hasonlóan fontos az a tény, hogy a terminálba épített többcsipes processzor (CPU) volt a csírája annak az x86-os architektúrának, amelyen az eredeti IBM PC és leszármazottai alapulnak, és mostanára a legelterjedtebb processzorfelépítés a személyi számítógépek körében.

## Műszaki leírás
A Datapoint 2200 egy beépített, teljes méretű mozgógombos billentyűzettel rendelkezett, valamint egy szintén beépített 12 soros, 80 oszlopos zöldképernyős monitorral, és két darab, egyenként 130 KB kapacitású kazettás mágnessszalag-olvasó egységgel. Mérete (kb. 60 × 60 × 30 cm) és alakja (dobozforma, kiálló billentyűzettel) olyan volt, mint az IBM Selectric írógépé. Kezdetben egy Diablo 2,5 MB-os 2315 típusú cserélhető kazettás merevlemez állt hozzá rendelkezésre, valamint modemek, különböző típusú soros interfészek, párhuzamos interfész, nyomtató és a lyukkártyaolvasó. Később egy 8 inches hajlékonylemez-meghajtó is megjelent hozzá, valamint más, nagyobb merevlemez-meghajtók. Egy iparilag kompatibilis, választhaóan 7/9 sávos mágnesszalagos meghajtó is kapható volt hozzá 1975-ben. Az 1977-es évek második felében a Datapoint bevezette az ARCnet helyi hálózati kapcsolatot és támogatást. Az eredeti „1-es Típusú” 2200-as modellt 2 KiB-os soros shift regiszteres operatív memóriával szállították, ennél a memória 8 KiB-ra volt bővíthető. A „2-es Típusú” 2200-as modell már egy sűrűbb, 1 KiB-es RAM csipekből álló memóriát kapott, a memória az alapmodellben 4 KiB méretű volt, amelyet 16 KiB-ra lehetett bővíteni. Induló ára 5000 dollár körül volt, egy 16 KiB-ra bővített „Type 2” modell katalógus-ára éppen hogy 14 000 dollár fölött volt. A 2200-as modelleket az 5500, 1100, 6600, 3800, 8800 stb. számú modellek követték.

## Az x86-os architektúra születése
Amellett, hogy az első személyi számítógépek egyike volt, a Datapoint 2200 egy másik szállal is kapcsolódik a számítógépek történelméhez. A gép eredeti tervei szerint a CPU egység egyetlen 8 bites mikroprocesszor-csipben kapott volna helyet, és nem diszkrét TTL áramkörökkel való kiépítésben szerepelt, mint a végül gyártásba került változat. 1969-ben a CTC két számítástechnikai céggel, az Intel-lel és a Texas Instruments-szel szerződött a csip gyártására. A Texas Instruments nem tudta megbízhatóan elkészíteni a csipet és így kiszállt az üzletből. Az Intel viszont nem tudta tartani a CTC határidejét. A két cég újratárgyalta a szerződést, aminek a végeredménye az lett, hogy a CTC megtartotta a pénzét (és újraterveztette a processzort TTL elemekből), az Intel pedig megtartotta a végül mégiscsak elkészült mikroprocesszort, amelyet forgalmazhatott is.
A CTC kibocsátotta a Datapoint 2200-as modellt, amely egy mikroprocesszor helyett kb. 100 TTL komponensből (SSI/MSI csipekből) épült föl, míg az Intel egycsipes kialakítása, amely az Intel 8008-as jelölést kapta, elkészült és 1972 áprilisában jelent meg végleges formájában. A 8008 alapvető jelentősége abban rejlik, hogy ez lett az őse az Intel többi 8 bites mikroprocesszorának, amelyet az assembly nyelv szintjén kompatibilis 16 bites CPU-k követtek – az x86 család első tagjai; az utasításkészlet ezen a néven vált ismertté később. Ezáltal elmondható, hogy a CTC mérnökei voltak a nagyszülei a világon az 1980-as évek közepétől mind a mai napig legnagyobb számban használt és emulált utasításkészlet-architektúrájának.

## A közreműködők
Az eredeti utasításkészlet-architektúrát Victor Poor és Harry Pyle fejlesztette. Az elkészült modellben alkalmazott TTL kialakítás tervezése Gary Asbell munkája. Az ipari formatervezés – a külső megjelenés, a doboz formájától kezdve a céges emblémáig – Jack Frassanito műve.

## Specifikációk
Fő egység
- CPU: 8 bites, szabványos TTL alkatrészekből áll. Az Intel 8008 ennek egy majdnem 100%-ban kompatibilis LSI megvalósítása.
- RAM: 2 KiB, 16 KiB-ig bővíthető
- Kijelző: szöveges, 80 × 12 karakteres képernyő
- Tár: 2 szalagos meghajtó, opcionálisan: 8 inches Shugart floppy meghajtó

Perifériák
A 2200 és azt követő terminálok felhasználói végül már több kiegészítő egység közül választhattak. Ezek között voltak 
- Modemek
- Merevlemezek
- Nyomtatók
- Arcnet hálózat

## Fordítás
Ez a szócikk részben vagy egészben  a   Datapoint 2200 című angol Wikipédia-szócikk ezen változatának fordításán alapul.  Az eredeti cikk szerkesztőit annak laptörténete sorolja fel. Ez a jelzés csupán a megfogalmazás eredetét és a szerzői jogokat jelzi, nem szolgál a cikkben szereplő információk forrásmegjelöléseként.